# Всеобщие выборы в Сьерра-Леоне (2002)
Всеобщие выборы в Сьерра-Леоне проходили 14 марта 2002 года для избрания президента и парламента. В результате победу как на парламентских, так и на президентских выборах одержала Народная партия Сьерра-Леоне, лидер которой Ахмад Теджан Кабба был вновь избран президентом. Было зарегистрировано более 2 млн избирателей.
Миссия ООН в Сьерра-Леоне осуществляла наблюдение за процессом голосования в соответствие с Резолюцией ООН №1389 от 2002 года.

## Результаты

### Президентские выборы
| Кандидат                             | Партия                                    | Голоса    | %    |
| ------------------------------------ | ----------------------------------------- | --------- | ---- |
| Ахмад Теджан Кабба                   | Народная партия Сьерра-Леоне              | 1 373 146 | 70,1 |
| Эрнест Бай Корома                    | Всенародный конгресс                      | 426 405   | 22,4 |
| Джонни Пол корома                    | Партия мира и освобождения                | 54 974    | 3,0  |
| Алимами Палло Бангура                | Объединённый революционный фронт          | 33 084    | 1,7  |
| Джон Карефа-Смарт                    | Объединённая национальная народная партия | 19 847    | 1,0  |
| Реймонд Камара                       | Партия большого альянса                   | 11 181    | 0,6  |
| Заинаб Бангура                       | Движение за прогресс                      | 10 406    | 0,6  |
| Джибрилла Камара                     | Обединённые граждане за мир и прогресс    | 9028      | 0,4  |
| Эндрю Тюраи                          | Молодёжная партия                         | 3859      | 0,2  |
| Всего                                | Всего                                     | 1 941 930 | 100  |
| Источник: African Elections database |                                           |           |      |

### Парламентские выборы

Партийный состав Парламента Сьерра-Леоне (2002).
Народная партия Сьерра-Леоне (83)
Всенародный конгресс (27)
Партия мира и освобождения (2)
Традиционные вожди (12)

| Партия                                    | Голоса    | %    | Места |
| ----------------------------------------- | --------- | ---- | ----- |
| Народная партия Сьерра-Леоне              | 1 352 206 | 69,9 | 83    |
| Всенародный конгресс                      | 409 022   | 19,8 | 27    |
| Партия мира и освобождения                | 69 778    | 3,6  | 2     |
| Партия большого альянса                   | –         | 2,4  | 0     |
| Объединённый революционный фронт          | –         | 2,2  | 0     |
| Объединённая национальная народная партия | –         | 1,3  | 0     |
| Народная демократическая партия           | –         | 1,0  | 0     |
| Традиционные вожди                        | –         | –    | 12    |
| Всего                                     |           | 100  | 112   |
| Источник:                                 |           |      |       |